# Territorio de la Capital Australiana
El Territorio de la Capital Australiana (inglés: Australian Capital Territory) es un territorio federal de Australia que contiene la capital nacional, Canberra. Está situado en el sureste de Australia continental como un enclave dentro del estado de Nueva Gales del Sur. Fundado tras la Federación como sede del gobierno de la nueva nación, el territorio alberga las sedes de todas las instituciones importantes del Gobierno de Australia.
El 1 de enero de 1901 se produjo la federación de las colonias de Australia. El artículo 125 de la nueva Constitución australiana establecía que las tierras situadas en Nueva Gales del Sur y a un mínimo de 160 km de Sídney deberían ser cedidas al nuevo gobierno federal. Tras el debate y la exploración de varias zonas dentro de Nueva Gales del Sur, en 1908 se aprobó la Ley de la Sede del Gobierno, que especificaba una capital en la región de Yass-Canberra. El territorio fue transferido al gobierno federal por Nueva Gales del Sur en 1911, dos años antes de que se fundara la capital y se denominara formalmente Canberra en 1913.
Aunque la inmensa mayoría de la población reside en la ciudad de Canberra, en el noreste del Territorio de la Capital Australiana, también incluye algunas localidades, como Williamsdale, Oaks Estate, Uriarra, Tharwa y Hall. El Territorio de la Capital Australiana incluye también el Parque nacional de Namadgi, que abarca la mayor parte de la superficie del territorio. A pesar de una idea errónea, el territorio de la Bahía de Jervis no forma parte del Territorio de la Capital Australiana, aunque las leyes de dicho territorio se aplican como si la Bahía de Jervis formara parte del Territorio de la Capital Australiana. El territorio tiene un clima continental relativamente seco, con veranos entre cálidos y calurosos e inviernos entre frescos y fríos.
El Territorio de la Capital Australiana alberga muchas instituciones importantes del gobierno federal, monumentos nacionales y museos. Entre ellas se encuentran el Parlamento de Australia, la Corte Suprema de Australia, la Academia de las Fuerzas de Defensa de Australia y el Memorial de Guerra Australiano. También alberga la mayoría de las embajadas extranjeras en Australia, así como las sedes regionales de muchas organizaciones internacionales, grupos sin ánimo de lucro, grupos de presión y asociaciones profesionales. Varias universidades importantes también tienen campus en el Territorio de la Capital Australiana, como la Universidad Nacional Australiana, la Universidad de Canberra, la Universidad de Nueva Gales del Sur y la Universidad Católica Australiana.

## Historia
Los europeos llegaron por primera vez a la región que hoy ocupa el Territorio de la Capital Australiana en 1820, pero miles de años antes ya había sido habitada por los nativos aborígenes. Fue en 1824 cuando da comienzo el asentamiento europeo.
Antes de la colonización europea, la zona conocida ahora como TCA estaba habitada por tres tribus aborígenes: los Ngunnawal, los Walgalu y los Ngarigo.
La exploración y el asentamiento del hombre blanco no se produjeron hasta la década de 1820. Desde 1824 en adelante, los asentamientos y viviendas, y en última instancia, algunas localidades, como Hall y Tharwa, se establecieron en la zona.
Cuando la constitución de la Mancomunidad de Australia se negoció entre las colonias, uno de los temas de discusión más conflictivos fue la ubicación de la capital del país, con Melbourne y Sídney reclamando el derecho a ser la capital. Finalmente, se llegó a un compromiso según el cual se fundaría una nueva ciudad en Nueva Gales del Sur, siempre y cuando no estuviera a menos de 160 km de Sídney. No obstante, hasta la fundación de esa nueva ciudad, se estableció que Melbourne fuera la capital provisional de Australia.
La ubicación actual del TCA fue elegida en 1908, momento en el cual contaba además con un territorio adicional en Jervis Bay Village (actualmente una base naval en la costa de Nueva Gales del Sur), de forma que así la capital nacional podría tener un puerto marítimo. En 1909 Nueva Gales del Sur transfirió las tierras del territorio al control federal y en 1910 se aprobó una ley en el Parlamento que estableció el marco jurídico para el Territorio de la Capital Federal. El ministro de Asuntos Internos, King O'Malley, que se había encargado de la legislación para la creación del TCA, también propuso un proyecto de ley donde se establecía la prohibición de beber alcohol en el TCA. Con su firme apoyo, logró que el proyecto se convirtiera en ley después de un año, si bien poco después fue derogada. O'Malley también propuso un proyecto de ley que regulaba la ocupación de la tierra, limitando a los propietarios a la posibilidad de alquilar dichos terrenos, en lugar de comprarlos en propiedad, con el fin de frenar y evitar los casos de especulación urbanística, y dar así más control sobre el desarrollo al gobierno nacional y a los propietarios. Esta ley también fue aprobada por el Parlamento.
En 1911 el coronel David Miller, secretario del Departamento de Asuntos de Estado, tuvo la idea de celebrar una competición internacional "para obtener el mejor diseño de la línea más moderna para esta ciudad". El ganador fue un arquitecto estadounidense, Walter Burley Griffin. El coronel Miller pasó a ser administrador del TCA el 8 de agosto de 1912. La ciudad de Canberra fue oficialmente bautizada el 12 de marzo de 1913, por Lady Denman, la esposa del Gobernador General Lord Denman, comenzando su construcción poco después.
La sede del Gobierno Federal se trasladó oficialmente al TCA desde Melbourne en la inauguración oficial de la Casa del Parlamento provisional el 9 de mayo de 1927. Entre las primeras leyes aprobadas por el parlamento en su nueva ubicación cabe destacar la derogación de las leyes de prohibición. En un primer momento el servicio público siguió con sede en Melbourne, pero los distintos departamentos fueron trasladados de forma gradual a Canberra.
El territorio fue inicialmente conocido como Territorio de la Capital Federal (TCF). En 1938, el territorio cambió su nombre oficialmente por la denominación actual, Territorio de la Capital Australiana (TCA).
En 1978 un referéndum llevado a cabo entre los canberranos, rechazó con un 63% de los votos la propuesta de autogobierno. A pesar de ello, en diciembre de 1988 y a través de un Acto del Parlamento de la Commonwealth en el cual se disponía al poder político del TCA bajo el auspicio de la corona, se le concedió el pleno autogobierno. Después de las primeras elecciones en febrero de 1989, 17 miembros de la Asamblea Legislativa se sentaron en sus oficinas de London Circuit, Civic, el 11 de mayo de 1989. El Partido Laborista Australiano formó el primer gobierno del TCA, liderado por la primera ministra Rosemary Follett, quien hizo historia en Australia al ser la primera mujer en convertirse en jefe de gobierno.

## Geografía
El TCA limita al este con la línea de ferrocarril Goulburn-Cooma, al sur con la cuenca de Naas Creek, al oeste con la cuenca del río Cotter y al noreste con la cuenca del río Molonglo.
Aparte de la ciudad de Canberra, el TCA también contiene terreno agrícola (con ovejas, vacas lecheras, viñedos y algunos cultivos), así como una amplia zona del Parque Nacional Namadgi, el cual posee una gran parte de terreno montañoso y boscoso, con multitud de ríos y arroyos como el Naas y el Murrumbidgee. Entre las localidades situadas en el TCA cabe destacar Williamsdale, Oaks Estate, Uriarra, Tharwa y Hall. En el sudoeste de Canberra se sitúa la localidad de Tidbinbilla, en la cual se encuentra la Reserva Natural de Tidbinbilla y el Complejo de Comunicación del Espacio Profundo de Canberra, operado por la NASA como parte de la Red del Espacio Profundo.
En 1915, el Acta de Aceptación del Territorio de la Bahía de Jervis de 1915 dio lugar a la formación del territorio homónimo como un anexo del TCA. Posteriormente, en 1988, cuando el TCA adquirió un gobierno autónomo, Jervis Bay se convirtió en un territorio administrado por el ministro de Territorios de Ultramar.

### Clima

Gráfico climático de Canberra, Australia. La línea roja indica las temperaturas máximas y la línea azul las temperaturas mínimas. Las barras muestran la media de las precipitaciones recogidas cada uno de los meses a lo largo del año.

Debido a su altitud (650 m) y a la distancia de la costa, el TCA experimenta cuatro estaciones bien marcadas, a diferencia de muchas otras ciudades australianas cuyos climas son moderados por el mar. Canberra se caracteriza por tener veranos calurosos y secos e inviernos fríos con ocasionales neblinas y frecuentes heladas. Muchas de las más altas montañas en el territorio del sudoeste están cubiertas de nieve durante al menos una parte del invierno. Las tormentas pueden producirse entre octubre y marzo, siendo las precipitaciones anuales de 623 mm, con mayor frecuencia en primavera y verano, y menor frecuencia en invierno.
- Temperatura máxima registrada: 42.8 °C, Acton, 11 de enero de 1939.

- Temperatura mínima registrada: -14.6 °C, Gudgenby, 11 de julio de 1971.[12]

### Geología
En el TCA existen diversas formaciones geológicas de cierta relevancia, como pueden ser la Canberra Formation, la Pittman Formation, la Black Mountain Sandstone y el State Circle Shale.
En la década de 1840 se descubrieron en Woolshed Creek (cerca de Duntroon) una serie de fósiles de braquiópodos y trilobites del período silúrico. En aquel momento, estos fueron los fósiles más antiguos encontrados en Australia, pero actualmente, este récord ya ha sido ampliamente superado. Otros lugares de interés geológico son el corte geológico de State Circle y el anticlinal de Deakin.
Las rocas más antiguas en el TCA datan del período ordovícico, es decir, hace alrededor de 480 millones de años. Durante este período, esta región, junto con la mayor parte del este de Australia, formaban parte del suelo oceánico. De este período datan diversas formaciones como la Black Mountain Sandstone y la Pittman Formation, las cuales se componen principalmente de cuarzo, arenisca, limolita y esquisto. Estas formaciones quedaron expuestas cuando el suelo oceánico se elevó por encima del nivel del mar debido al aumento de la actividad volcánica de esta zona en el período devónico, conformándose así gran parte de la costa oriental australiana.

## Gobierno

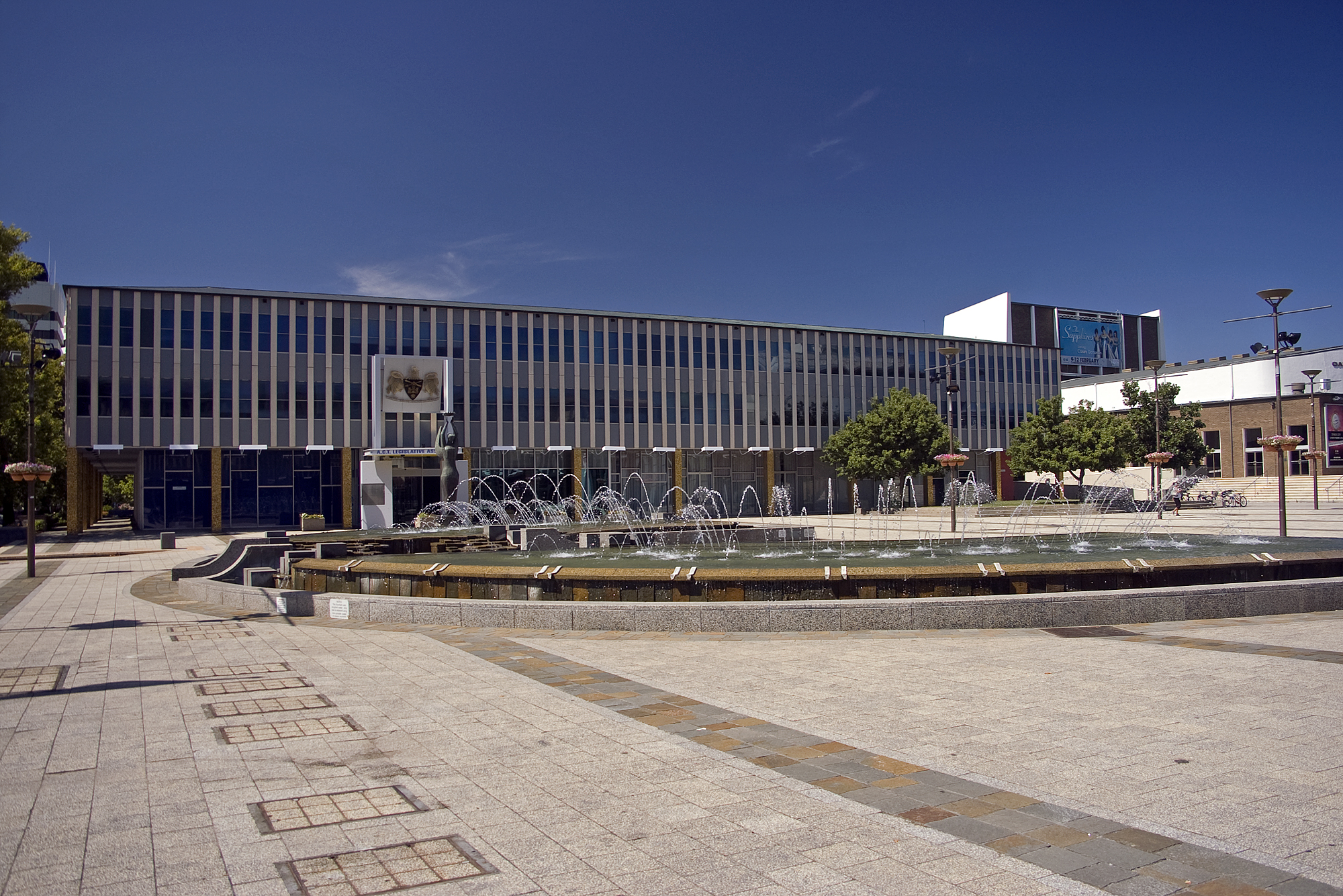
Edificio de la Asamblea Legislativa del Territorio de la Capital Australiana.

El TCA tiene autogobierno interno, pero no cuenta con plena independencia legislativa respecto de los estados australianos. Se rige por un Ministerio encabezado por el primer ministro (en la actualidad Andrew Barr, del Partido Laborista Australiano). Las leyes son votadas en Asambleas Legislativas de 25 miembros que tienen todas las funciones de gobierno tanto a nivel local como estatal. No obstante, estas leyes pueden ser anuladas por el Gobernador General de Australia (perteneciente al gobierno nacional) en virtud del artículo 35 de la Ley del Territorio de la Capital Australiana (gobierno autónomo) de 1988. El Gobierno del TCA es uno de los miembros del Consejo de Gobiernos Australianos.
A diferencia de otros territorios australianos con gobiernos autónomos (como el Territorio del Norte), el TCA no tiene un Administrador. La Corona está representada por el gobernador General de Australia en el gobierno del TCA. El primer ministro realiza muchas de las funciones que un gobernador de estado suele llevar a cabo en el contexto de dicho estado. Sin embargo, el Portavoz de la Asamblea Legislativa es el encargado de dar a conocer las leyes y organizar los encuentros y reuniones de la Asamblea.
En el Parlamento Federal Australiano, el TCA está representado por cinco miembros federales: tres miembros de la Cámara de Representantes, de las divisiones de Bean, Canberra, y Fenner. Además, es el único de los dos territorios australianos que posee representación en el Senado con dos senadores. El miembro de la División de Fenner y los dos senadores del TCA también representan a los votantes del Territorio de la Bahía de Jervis.
Los resultados de las últimas elecciones fueron:
| Elecciones del Territorio de la Capital Australiana de 2020 |         |      |         |     |
| Partido                                                     | Votos   | %    | Escaños | +/- |
| Laborista                                                   | 101.826 | 37,8 | 10      | 2   |
| Liberal                                                     | 91.047  | 33,8 | 9       | 2   |
| Verdes                                                      | 36.369  | 13,5 | 6       | 4   |

### Administración
Los Ministros del TCA puede poner en práctica sus poderes ejecutivos por medio de los siguientes departamentos y organismos gubernamentales:
- Salud del TCA (ACT Health).
- Planificación y Ordenación del Suelo del TCA (ACT Planning and Land Authority).
- Departamento del Ministro Principal (Chief Minister's Department).
- Departamento de Discapacidad, Vivienda y Servicios Comunitarios (Department of Disability, Housing and Community Services).
- Departamento de Educación y Capacitación (Department of Education and Training).
- Departamento de Justicia y Seguridad Comunitaria (Department of Justice and Community Safety).
- Departamento del Territorio y los Servicios Municipales (Department of Territory and Municipal Services).

## Demografía
En 2006, el censo de población del TCA era de 333 667 habitantes, de los cuales sólo 869 se encontraban fuera de Canberra. Los ingresos semanales medios de la población mayor de 15 años se encontraban en el rango de los $600-$699, mientras que esos mismos ingresos para la población que vive fuera de Canberra rondaba la media nacional, es decir, en el rango de los $400-$499. El grado de cualificación medio del TCA también es superior a la media nacional, como se pone de manifiesto al comparar el porcentaje de la población que posee un posgrado en el TCA, en torno al 4,5 %, con la media en el resto de Australia, en torno al 1,8 %.

## Educación

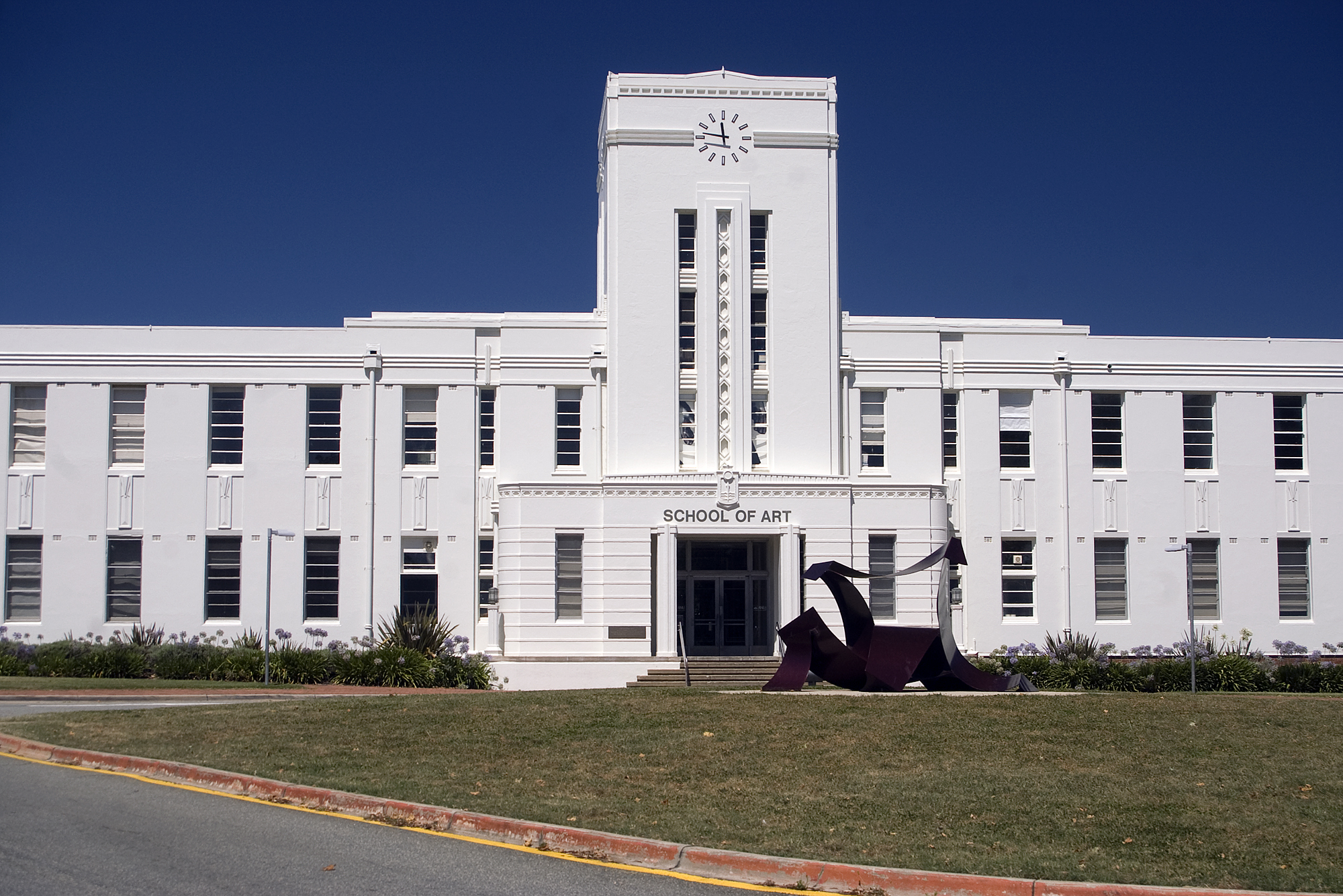
Escuela de arte de la Universidad Nacional Australiana, originalmente construida para albergar a la Escuela Superior de Canberra.

Casi todas las instituciones educativas en el TCA se encuentran dentro de Canberra. El sistema de educación pública se divide normalmente en preescolar, escuela primaria (de 1.º a 6.º curso), escuela secundaria (de 7.º a 10.º curso) e instituto (de 11.º a 12.º curso), seguido de estudios universitarios o el TAFE. Muchas escuelas secundarias privadas incluyen en su programa los dos años de instituto, siendo denominadas en ese caso como institutos. Los niños deben asistir a la escuela hasta cumplir los 15 años de edad, por lo que la mayoría suelen terminar como mínimo hasta el 10.º curso (en torno a los 16 años).
En febrero de 2004 había 140 escuelas públicas y privadas en Canberra. De las 140, 96 fueron gestionadas por el Gobierno y 44 por entidades no gubernamentales. En 2005 había 60 275 estudiantes en el sistema escolar del TCA. El 59,3 % de los alumnos se matricularon en escuelas públicas, mientras que el 40,7 % restante lo hicieron en escuelas privadas. Hay 30 995 estudiantes en la escuela primaria, 19 211 en la escuela secundaria, 9429 en el instituto y otros 340 en escuelas especiales.
Desde mayo de 2004, el 30 % de las personas del TCA de entre 15 y 64 años tenía un nivel de estudios equivalente a, por lo menos, un título de Grado, siendo significativamente mayor que el 19 % del promedio nacional. Las dos principales instituciones de enseñanza superior son:
- Universidad Nacional de Australia (ANU) en Acton.
- Universidad de Canberra (UC) en Bruce.

Aunque también cabe destacar la presencia de dos universidades religiosas en Canberra:
- Signadou, que es un campus de la Universidad Católica de Australia.
- Colegio Teológico de San Marcos, que es un campus de la Universidad Charles Sturt.

El Australian International Hotel School ofrece un diploma de grado y cursos de nivel y gestiona el Hotel Kurrajong en Barton. También se disponen de estudios de tercer ciclo en el multi-campus del Instituto Tecnológico de Canberra.
La Australian Defence Force Academy (ADFA) y el Royal Military College, Duntroon (RMC), se encuentran en el barrio de Campbell al noreste interior de Canberra. La ADFA concede títulos universitarios y de posgrado y es oficialmente un campus de la Universidad de Nueva Gales del Sur, mientras que Duntroon ofrece cursos de formación para ingresar como oficial de las Fuerzas Armadas Australianas.
La Academy of Interactive Entertainment (AIE) ofrece cursos en el ámbito del desarrollo de juegos de ordenador y de la animación en 3D.